# Kęstutis

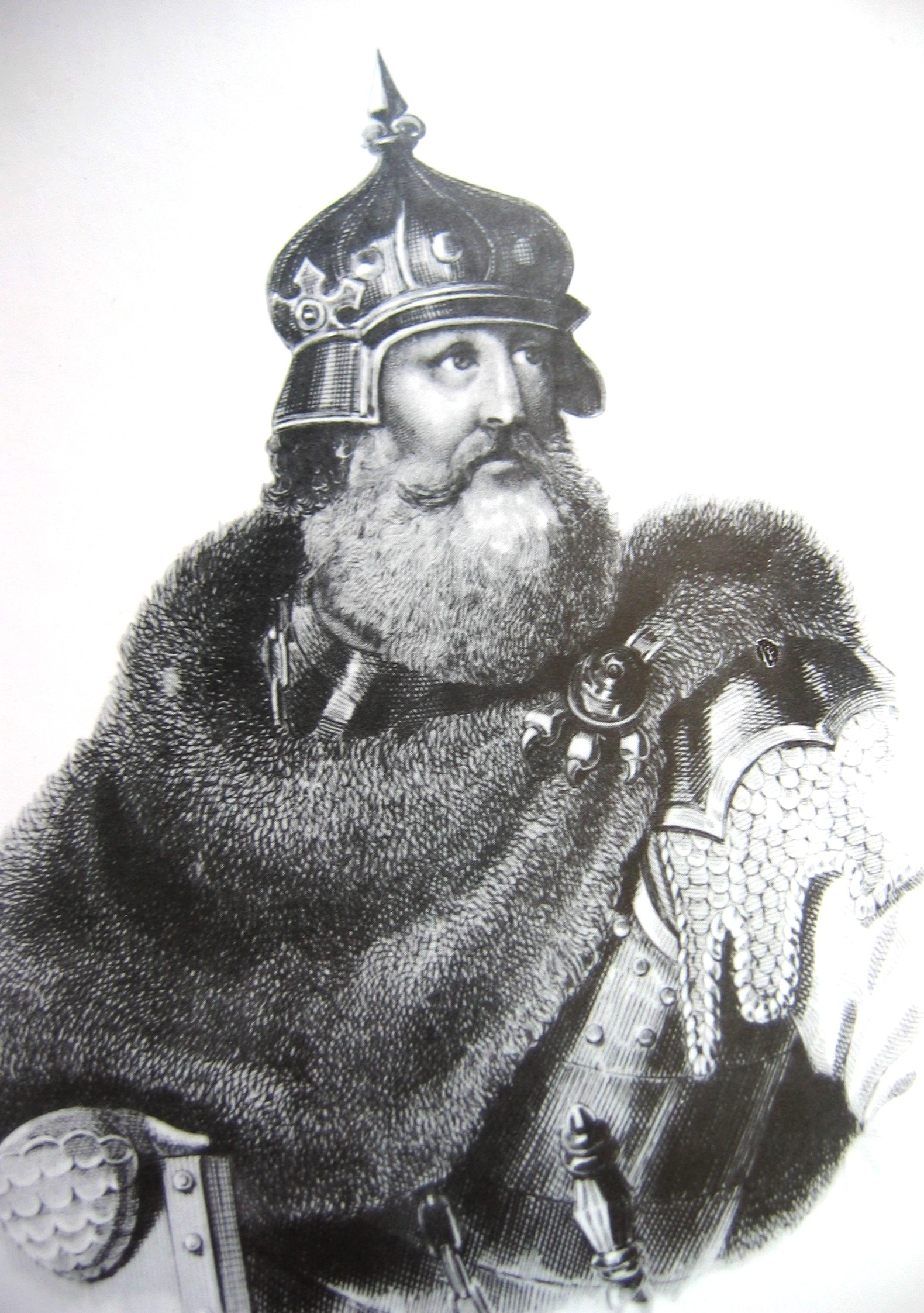
Kęstutis

Kęstutis (n. cca. 1297- d. 3 sau 15 august 1382) a fost un Mare Duce al Lituaniei între 1381 - 1382.